# Filaret al II-lea, Mitropolit al Ungrovlahiei
Filaret al II-lea (n. ca. 1735, Ioannina - d. 1794, Mănăstirea Căldărușani, județul Ilfov) a fost un cărturar și traducător, mitropolit al Ungrovlahiei în perioada 1792-1793. Numele său de călugărie a fost cel al Sfântului Filaret.
Mitropolitul Filaret a ctitorit pe o proprietate bisericească una din cele mai cunoscute fântâni bucureștene, cu o apă foarte bună, captată din cele patru izvoare ale dealului vecin, numit Dealul Filaretului. Iosif Genilie, profesor de cronologie (istorie) și geografie la Colegiul Sfântul Sava, unul din primii istoriografi ai Bucureștilor, a menționat viile de pe Dealul Filaretului drept locul preferat de promenadă pentru bucureștenii de la mijlocul secolului al XIX-lea.
În anul 1863 fântâna respectivă, ruinată fiind, a fost demolată din ordinul primăriei. În anul 1870 primarul George Grigore Cantacuzino, supranumit „Nababul”, a inaugurat Fântâna George Grigorie Cantacuzino pe locul celei vechi.
Constantin C. Giurescu a menționat în Istoria Bucureștilor că pe Dealul Filaretului funcționau toamna mai multe mustării.